# حوذان حريف
حوذان حِرَّيْف  أو شَقِيق النُّفُوْط أو زِرّ ذهبيّ (الاسم العلمي Ranunculus acris)، نبات بري طبي من فصيلة الحوذانيات يعلو حوالي
60 سم. ساقه جوفاء، غير مُثلمة، موبرة. الأوراق مُوبرة. الأزهار صفراء، كأسياتها مُنبسطة ومُوبرة.

## المركبات
بروتو أنيمونين وهو الجوهر الحامز الحريف المُثير، ذُكر كافور الحوذان. نبات سام وكاوي، مُنقط ومضاد
لعرق النسا. معالجة عرق النسا خارجية نادرة الحصول. النبات المجفف يفقد عناصره وعدائيته.